# 北海学園北見短期大学
北海学園北見短期大学（ほっかいがくえんきたみたんきだいがく、英語: Hokkai Gakuen Kitami Junior College）は、北海道北見市北光235に本部を置いていた日本の私立大学である。1984年に設置され、2004年に廃止された。大学の略称は北見短大。

## 概要

### 大学全体
- 北海道北見市に所在した日本の私立短期大学で、設置主体は学校法人北海学園[1]。
- 1984年、北海学園北見女子短期大学として開学し[2]、設置学科は開学から閉学まで経営学科のみで入学定員100名体制。1994年度入学生より80に減員。
- 2002年度の入学生を最後に[注釈 1]、2004年に短期大学としての使命を終える[4]。

### 教育および研究
- 経営学に関する教育が行われていた。

### 学風および特色
- 当時、北海学園北見大学にある学科と類似していたことから、教員も大学との兼任者も少なからずいた。

## 沿革
- 1983年
  - 12月22日 左記を以て文部省[注 1]より短期大学の設置が認可される[注 2]。
- 1984年
  - 4月1日 北海学園北見女子短期大学（ほっかいがくえんきたみじょしたんきだいがく）として以下の学科体制にて開学[8]。
    - 経営学科 入学定員100名[9]
- 1986年
  - 10月 公開講座が行われる[10]。
- 1991年
  - 4月1日 北海学園北見短期大学と改称し、男子学生の募集を開始する。高知学園短期大学との交流事業を開始する。
- 1994年
  - 4月1日 入学定員100[11]→80[12]に減員[13]。
- 2002年
  - 4月1日 本年度の入学生を最後とする[注釈 1]。
- 2004年
  - 9月30日 左記を以て正式に廃止する[4]。

## 基礎データ

### 所在地
- 北海道北見市北光235[14][15]

### 年度別学生数

#### 通学課程
- 年度毎の学生数はその該当年度の5月1日時点でのデータである。なお、2000年度以降は、当該当年度以降の『全国学校総覧』において学生数の記載がないため省略した。

| -      | 入学定員 | 総定員 | 在籍者数    | 出典     |
| ------ | -------- | ------ | ----------- | -------- |
| 1984年 | 100      | 100    | 記載なし    | [ 16 ]   |
| 1985年 | 100      | 200    | 女124       | [ 17 ]   |
| 1986年 | 100      | 200    | 女84        | [ 18 ]   |
| 1987年 | 100      | 200    | 女119       | [ 19 ]   |
| 1988年 | 100      | 200    | 女151       | [ 20 ]   |
| 1989年 | 100      | 200    | 女166       | [ 21 ]   |
| 1990年 | 100      | 200    | 女184       | [ 22 ]   |
| 1991年 | 100      | 200    | 男41 女183  | [ 23 ]   |
| 1992年 | 100      | 200    | 男107 女145 | [ 注 3 ] |
| 1993年 | 100      | 200    | 男135 女121 | [ 26 ]   |
| 1994年 | 80       | 180    | 男116 女109 | [ 27 ]   |
| 1995年 | 80       | 160    | 男134 女69  | [ 28 ]   |
| 1996年 | 80       | 160    | 男158 女55  | [ 29 ]   |
| 1997年 | 80       | 160    | 男140 女60  | [ 30 ]   |
| 1998年 | 80       | 160    | 男120 女48  | [ 31 ]   |
| 1999年 | 80       | 160    | 男97 女44   | [ 32 ]   |

## 教育および研究

### 組織

#### 学科
- 経営学科 入学定員80名[注 4]

#### 専攻科
- なし

#### 別科
- なし

#### 取得資格について
- 秘書士資格。ほか、日商簿記検定・情報処理技能検定などの取得支援も行なわれていた[34]。

### 研究
- 研究論文あり[35]。

## 大学関係者と出身者

### 歴代学長
以下、就任年を示す
- 初代 高倉新一郎（1984年）
- 第2代 桃野作次郎（1986年）
- 第3代 森本正夫（1990年）

### 著名な教職員だった人物
- 阿座上洋吉
- 柳憲一郎
- 高嶋正彦
- 寺前武雄
- 信田邦雄（非常勤講師）
- 清水昭典（非常勤講師）
- 水元尚也（非常勤講師）

## 大学の組織
- 北海学園北見短期大学には同窓会組織があり、発足年は女子短大だった1985年[36]

## 施設

### キャンパス
- 北海学園北見大学（現在の北海商科大学）内に短大が置かれていた。短大の校舎は2号館が使われ、秘書実習室や、タイプ室、コンピューター室、LL実習室などが設けられていた。

### 寮
- 特になし。

## 対外関係

### 他大学との協定
- 高知学園短期大学

### 系列校
- 北海学園大学
- 北海商科大学

## 卒業後の進路について

### 編入学・進学実績
- 北海学園大学・北海学園北見大学ほか[37]。